# Míla Spazierová-Hezká
Míla Spazierová-Hezká, rozená Heská (1. září 1901, České Budějovice – 27. července 1953, České Budějovice), byla česká zpěvačka, herečka a výtvarnice.

## Život

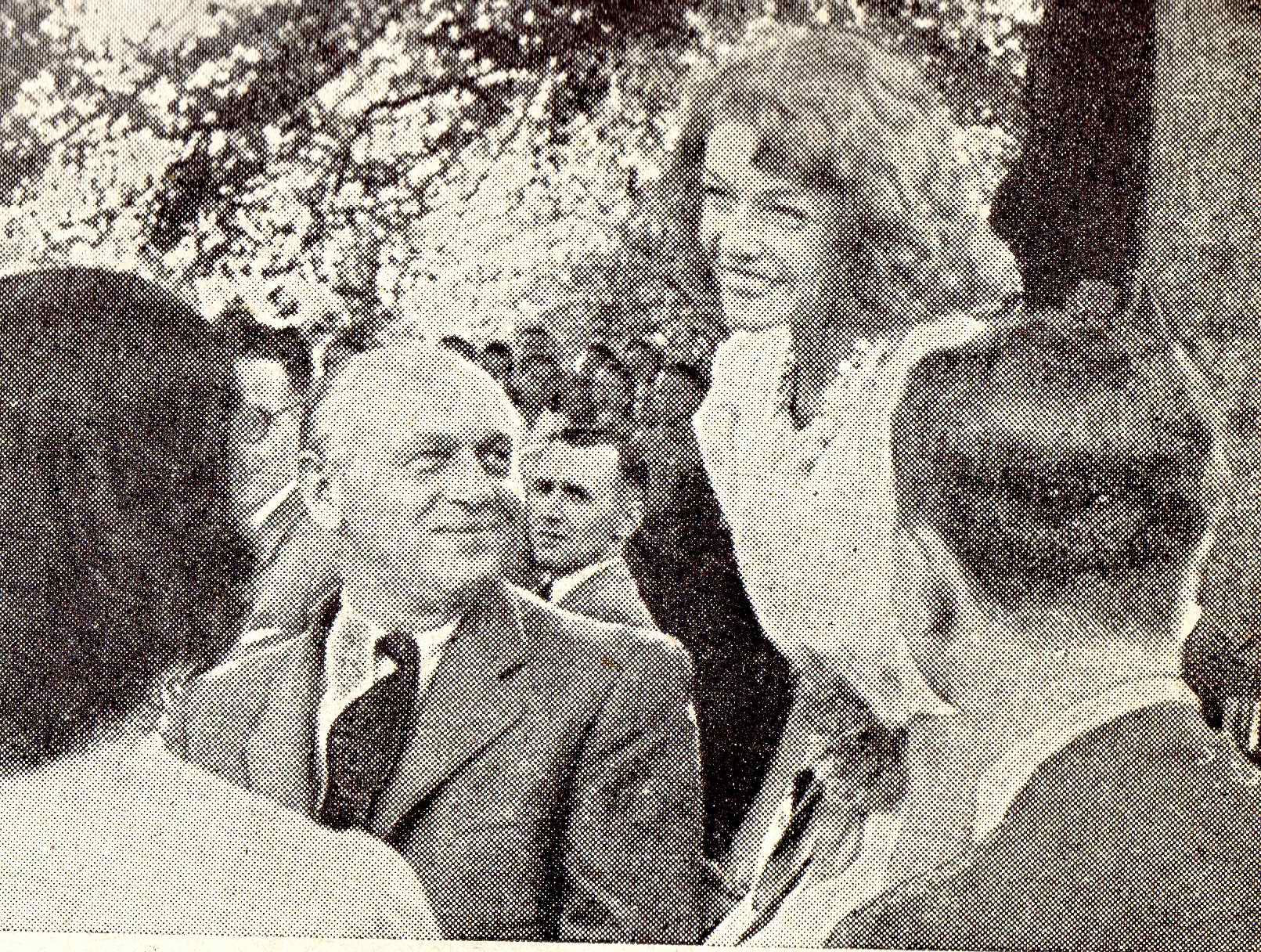
Míla Spazierová-Hezká a Jaroslav Průcha, Filmové žně Zlín, 1940

Narodila se v Českých Budějovicích (pokřtěna byla jako Milada Ludmila Heská) v rodině advokáta JUDr. Josefa Heského a jeho manželky Marie, rozené Reidlové. Měla staršího bratra Josefa (1885), sestru Marii (1892), mladšího bratra Vladimíra (1903), a sestru Zdenku (1905). V rodném městě nedostudovala dívčí lyceum, vystudovala pražskou UMPRUM (krajkářství). Hrála amatérsky na klavír, ale zpěvu se nikdy neučila.
Dne 27. prosince 1932 se v Českých Budějovicích provdala (civilní sňatek) za ing. Antonína Spaziera (1903), konstruktéra a syna ředitele Škodových závodů na Smíchově. Manželství bylo později rozvedeno a v roce 1934 rozloučeno. Poté žila v bytě v Praze v Podolí.
Zpívala a hrála menší role ve filmech, gramofonové nahrávky pořizovala ještě počátkem 50. let 20. století. Zemřela na srdeční slabost v necelých 52 letech.

## Dílo

### Gramofonové nahrávky
výběr
- Tak to vidíš, Máňo (Ultraphon 1937, ruská píseň, text Géza Včelička)
- Nemám nic, než to (Ultraphon 1937, píseň Josefa Stelibského z filmu Batalion)
- Bloudím měsíční nocí (Esta 1940, Jiří Srnka, text K. M. Walló)
- Když jsem kytici vázala (Supraphon 1951, Jaroslav Ježek, text: Jiří Voskovec a Jan Werich)

Celkem vytvořila asi čtyřicet gramofonových nahrávek.

### Výtvarné dílo
Byla členkou Kruhu výtvarných umělkyň. Její výtvarná díla se prozatím nepodařilo dohledat.

### Filmografie
Vystupovala v těchto filmech:
- 1942 Valentin Dobrotivý (zpěvačka v "Sakuře", režie Martin Frič, hlavní role Oldřich Nový)
- 1941 Pro kamaráda (zpěvačka Jiřinka, režie Miroslav Cikán, hlavní role Rudolf Hrušínský)
- 1941 Rukavička (zpěvačka v kabaretu, režie Jan Alfred Holman, hlavní role Nataša Gollová)
- 1941 Střevíčky slečny Pavlíny (tanečnice, režie Vladimír Čech)
- 1939 Dvojí život (zpěvačka v kavárně, režie Václav Kubásek)

Dále nazpívala písně ve filmech Sobota (1944), Bláhový sen (1943), Tanečnice (1943), Valentin Dobrotivý (1942), Noční motýl (1941 za Hanu Vítovou), Pro kamaráda (1941), Rukavička (1941), Minulost Jany Kosinové (1940, za Vlastu Matulovou), Okénko do nebe (1940), Klapzubova jedenáctka (1938), Dvojí život (1924)
Písně z filmů Minulost Jany Kosinové a Noční motýl vydalo vydavatelství Panton v roce 1981 v albu Perličky stříbrného plátna.

## Zajímavosti
- Badatelům, kteří se osobností Mily Spazierové-Hezké zabývali, se dlouho nedařilo určit příběh jejího druhého příjmení a její případné svatby. Spisovatel a rozhlasový publicista dr. Jan Wenig, který byl zpěvaččiným osobním přítelem, hovořil v rozhlasové vzpomínce, později otištěné v deníku Lidová demokracie, o lásce ke krásnému myslivci, který předčasně zemřel. Ani on však časové detaily a jméno neuvedl.[2]
- Spazierovou-Hezkou zmínil v souvislosti s Hanou Hegerovou ve své publikaci Zpěváci bez konzervatoře Jiří Černý. Připomenul její píseň Neodcházej, když víš, že pláči...[7]